# 德楚县
德楚县，一译德初县，是柬埔寨南部省份贡布省的一个县。柬埔寨华人亦称其为响水县。
该县环绕贡布县。原名贡布县，县治在贡布。后贡布被单独划出设县，遂改为今名。